# 英奇·弗里登费尔兹
英奇·弗里登费尔兹（英語：Inge Friedenfelds，1935年4月25日—2022年4月9日），澳大利亚男子篮球运动员。他曾随国家队参加了1956年夏季奥林匹克运动会男子篮球比赛，最终队伍获得第十二名。